# Goat Fell
Goat Fell (variantă: Goatfell, în scoțiană Gaoda Bheinn) este cel mai înalt punct din insula Arran, Regatul Unit. Are altitudinea de 874 m.